# Kākolak
Kākolak (persiska: كاکلك) är en ort i Iran.   Den ligger i provinsen Chahar Mahal och Bakhtiari, i den centrala delen av landet, 400 km söder om huvudstaden Teheran. Kākolak ligger 2 244 meter över havet och antalet invånare är 675.
Terrängen runt Kākolak är kuperad åt nordväst, men åt sydost är den platt. Terrängen runt Kākolak sluttar österut. Runt Kākolak är det ganska tätbefolkat, med 160 invånare per kvadratkilometer. Närmaste större samhälle är Shar-e Kord, 20,0 km sydost om Kākolak. Trakten runt Kākolak består i huvudsak av gräsmarker.